# Rusch
Rusch är ett tidigare svenskt snöskotermärke som gjorde snöskotrar med wankelmotorer från Sachs. Rusch grundades av Jan Haag, Lennart Schultz och bröderna Erling och Ingvar Eriksson. De fyra grundarna öppnade 1966 Ovanmyra Mekaniska Verkstad. Hösten 1967 hade tagit fram den första Ruschskotern, R1. Till säsongen 1969/71 ersattes R1 av R11 och R12 och R22 tillkom. I de modellerna började man använda Wankelmotorer från Sachs samt 2 cylindriga 2-T motorer från tillverkarna Sachs, ILO, MAG mm. Man inledde dessutom ett samarbete med JOFA i Malung. Efter några säsonger drog sig JOFA ur samarbetet och efter andra motgångar från en stor återförsäljare i norr tvingades ovanmyra mekaniska i ekonomisk konkurs, Rekonstruktion och Rusch mekaniska verkstad AB startades i nya lokaler i Vikarbyn i Rättviks kommun. Snöskotertillverkningen lades ner 1974.
Omkring 1 000 snöskotrar tillverkades.